# Schloss Trollenäs

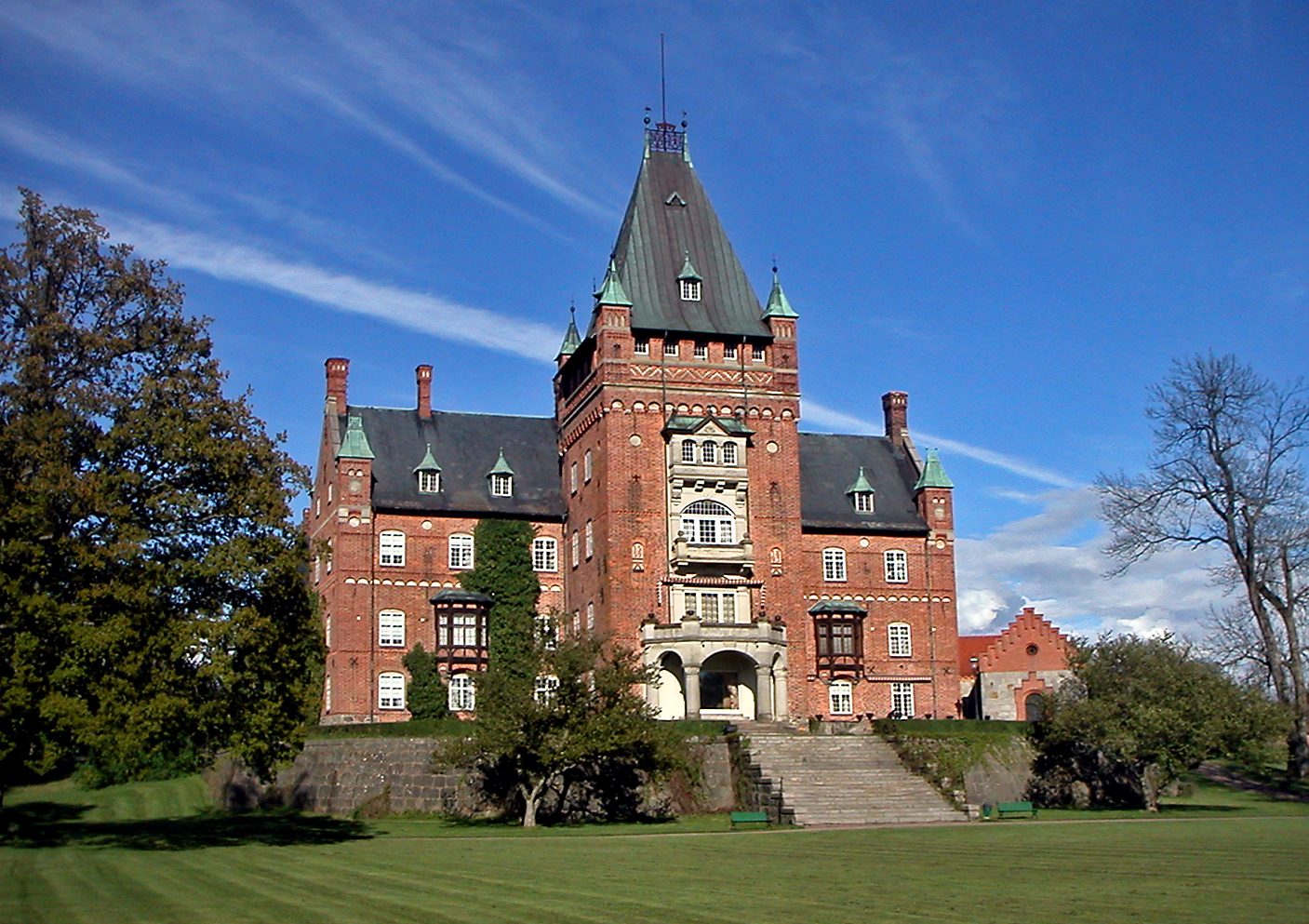
Schloss Trollenäs

Das Schloss Trollenäs liegt in der schwedischen Gemeinde Eslöv.
Der seit dem 14. Jahrhundert bekannte Gutsbesitz hieß anfänglich nur Näs, aufgrund seiner Lage zwischen zwei Bächen. 1559 ließ Tage Ottesen Thott das heutige Schloss errichten. Dieses kam 1682 in den Besitz des Adelsgeschlechtes Trolle, was auch zum Namenswechsel führte. Zum Ende des 19. Jahrhunderts wurde das Gebäude vom dänischen Architekten Ferdinand Meldahl zu einem Renaissanceschloss im französischen Stil umgebaut. Das Schloss ist heute noch im Besitz der Familie Trolle und wird von der Firma Trollenäs Gods AB verwaltet. Der öffentlich zugängliche Bau bietet Möglichkeiten für Führungen, Konferenzen, Hochzeiten und Bewirtung. Im angrenzenden Park liegt ein Café.
Das Schloss besteht aus einem Hauptgebäude in drei Etagen und zwei Flügeln in zwei Etagen. An der Westseite des Hauptgebäudes schließt ein rechteckiger Turm an. Von dessen Veranda führt eine breite Treppe hinab zum Garten.